# 日本瑞友テクノロジー
日本瑞友テクノロジー株式会社（にほんずいゆうテクノロジー）は、東京都台東区に本社を置く日本の企業。

## 概要
中国の北京市にあるITサービスベンダー北京瑞友科技股份有限公司 (Beijing RayooTech Co., Ltd.)の完全子会社（日本法人）である。
なお、北京瑞友科技股份有限公司は中国最大手ERPソフト提供企業である用友軟件股份有限公司（用友ソフト）のグループ会社であるため、日本瑞友テクノロジー株式会社も用友グループの一社となる。
日本ではソフトウェア開発、及びシステムエンジニアリングサービス（SES）を主に行っている。

## 沿革
2004年1月北京瑞友科技股份有限公司出資による日本法人用友ソフトエンジニアリング株式会社として東京都港区虎ノ門に設立。2008年3月に本社を東京都台東区駒形に移転し、2009年7月に現在の日本瑞友テクノロジー株式会社に社名を変更した。